# Süleyman-Mikail Tufan
Süleyman-Mikail Tufan (* 1974 in Ingolstadt) ist ein deutsch-türkischer Schauspieler, Sprecher und Bild- und Medienredakteur.

## Werdegang
Seine Ausbildung zum Schauspieler absolvierte er an der Berufsfachschule für darstellende Kunst „Schauspiel München“ (1997–2000). Sein Filmdebüt gab er an der Seite von Jill-Jasmin Bumiller in Peter Stauchs Das Match. Bekannt wurde Süleyman-Mikail Tufan durch drei Folgen der Serie München 7, in denen er den Süleyman spielte, ebenso durch Bülent in der Polizeiruf-110-Folge Die Prüfung. Mikail Tufan spielte des Weiteren in Filmen wie Deutschmänner und Karol Wojtyła – Geheimnisse eines Papstes.
Als Geschäftsführer des Brautmodengeschäftes Neat Couture koordiniert und organisiert er seit 2019 die gemeinsamen Foto- & Videoproduktionen, betreut die Öffentlichkeitsarbeit und ist verantwortlich für die Social-Media-Auftritte.

## Filmografie (Auswahl)
- 2001: Polizeiruf 110 – Vater unser
- 2004–2006:  München 7 (Fernsehserie, neun Folgen)
- 2005: Deutschmänner
- 2005–2015: Impro ala Turka – 1. Deutsch-Türkisches Improvisationstheater
- 2005: Polizeiruf 110 – Die Prüfung
- 2006: Karol Wojtyła – Geheimnisse eines Papstes
- 2008: UEFA FARE Football against racism (Werbung)
- 2011: Schmitt & Schmitt (Fernsehserie)
- 2012: Aktenzeichen XY
- 2013: Meine Freundin ihre Familie und ich
- 2015: Kommissar Pascha
- 2016: Aktenzeichen XY
- 2017: Dahoam is Dahoam
- 2017: Aktenzeichen XY

## Belege
1. ↑  Neat Couture

| Personendaten    | Personendaten                   |
| ---------------- | ------------------------------- |
| NAME             | Tufan, Süleyman-Mikail          |
| ALTERNATIVNAMEN  | Tufan, Mikail                   |
| KURZBESCHREIBUNG | deutsch-türkischer Schauspieler |
| GEBURTSDATUM     | 1974                            |
| GEBURTSORT       | Ingolstadt                      |